# Дистанционно-регулярный граф

Граф Шрикханде — дистанционно-регулярный граф, не являющийся дистанционно-транзитивным

Дистанционно-регулярный граф (англ. distance-regular graph) — такой регулярный граф, у которого для двух любых вершин {\displaystyle v} и {\displaystyle w}, расположенных на одинаковом расстоянии {\displaystyle j} друг от друга, справедливо, что количество вершин, инцидентных к {\displaystyle v} и при этом находящихся на расстоянии {\displaystyle j-1} от вершины {\displaystyle w}, зависит только от расстояния {\displaystyle j} между вершинами {\displaystyle v} и {\displaystyle w}; более того, количество вершин, инцидентных к {\displaystyle v} и находящихся на расстоянии {\displaystyle j+1} от вершины {\displaystyle w}, также зависит только от расстояния {\displaystyle j}.
Дистанционно-регулярные графы были введены Н. Биггсом в 1969 году на конференции в Оксфорде, хотя сам термин появился гораздо позже.

## Определение
Определение дистанционно-регулярного графа:

Дистанционно-регулярный граф — это неориентрированный, связанный, ограниченный, регулярный граф {\displaystyle \Gamma =(V,E)} валентности {\displaystyle k} и диаметром {\displaystyle D}, для которого справедливо следующее. Существуют натуральные числа
{\displaystyle b_{0}=k\quad b_{1},\,\dots \,,\,b_{D-1}\ ,\quad c_{1}=1,\quad c_{2},\,\dots ,\,c_{D}}
такие, что для каждой пары вершин {\displaystyle (u,v)}, отстоящих друг от друга на расстоянии {\displaystyle d(u,v)=j}, справедливо:
(1) число вершин, инцидентных {\displaystyle u} и находящихся на расстоянии {\displaystyle j-1} от {\displaystyle v}, есть {\displaystyle c_{j}} ({\displaystyle 1\leqslant j\leqslant D})
(2) число вершин, инцидентных {\displaystyle u} и находящихся на расстоянии {\displaystyle j+1} от {\displaystyle v}, есть {\displaystyle b_{j}} ({\displaystyle 0\leqslant j\leqslant D-1}).

Тогда
{\displaystyle \iota (\Gamma )={\begin{Bmatrix}k,\,b_{1},\,\dots ,\,b_{D-1}\,;\,1,\,c_{2},\,\dots ,\,c_{D}\end{Bmatrix}}}
есть массив пересечений графа {\displaystyle \Gamma } (см. § Массив пересечений), а {\displaystyle a_{j},\,b_{j},\,c_{j}} — числа пересечений, где {\displaystyle a_{j}=k-b_{j}-c_{j}}.

## Массив пересечений
Изначально термины «массив пересечений» и «числа пересечений» были введены для описания дистанционно-транзитивных графов.
Пусть {\displaystyle \Gamma =(V,E)} есть неориентированный, связанный, ограниченный граф, а две его вершины {\displaystyle u,v\in V(\Gamma )} находятся на расстоянии {\displaystyle j=d(u,v)} друг от друга. Все вершины {\displaystyle w}, инцидентные к вершине {\displaystyle u}, можно разбить на три множества {\displaystyle A}, {\displaystyle B} и {\displaystyle C} в зависимости от их расстояния {\displaystyle d(v,w)} до вершины {\displaystyle v} :
{\displaystyle \left\{w\in A\colon d(v,w)=j\right\},\quad \left\{w\in B\colon d(v,w)=j+1\right\},\quad \left\{w\in C\colon d(v,w)=j-1\right\}}
Если граф {\displaystyle \Gamma } дистанционно-транзитивный, то мощности (кардинальные числа) множеств {\displaystyle |A|,\,|B|,\,|C|} не зависят от вершин {\displaystyle u,v}, а зависят только от расстояния {\displaystyle j=d(u,v)}. Пусть {\displaystyle a_{j}=|A|,\,b_{j}=|B|,\,c_{j}=|C|}, где {\displaystyle a_{j},\,b_{j},\,c_{j}} есть числа пересечений.
Определим массив пересечений дистанционно-транзитивного графа {\displaystyle \Gamma } как:
{\displaystyle \iota (\Gamma )={\begin{Bmatrix}\ast &c_{1}&c_{2}&\dots &c_{d-1}&c_{d}\\a_{0}&a_{1}&a_{2}&\dots &a_{d-1}&a_{d}\\b_{0}&b_{1}&b_{2}&\dots &b_{d-1}&\ast \\\end{Bmatrix}}}
Если {\displaystyle k} — валентность графа, то {\displaystyle b_{0}=k} , {\displaystyle c_{0}=0} а {\displaystyle c_{1}=1}. Более того, {\displaystyle a_{i}+b_{i}+c_{i}=k}, тогда компактная форма записи массива пересечений есть:
{\displaystyle \iota (\Gamma )={\begin{Bmatrix}k,\,b_{1},\,\dots ,\,b_{D-1}\,;\,1,\,c_{2},\,\dots ,\,c_{D}\end{Bmatrix}}}

## Дистанционно-регулярный и дистанционно-транзитивный графы
На первый взгляд дистанционно-транзитивный граф и дистанционно-регулярный граф являются очень близкими понятиями. Действительно, каждый дистанционно-транзитивный граф является дистанционно-регулярным. Однако их природа разная. Если дистанционно-транзитивный граф определяется исходя из симметрии графа через условие автоморфизма, то дистанционно-регулярный граф определяется из условия его комбинаторной регулярности.
Следствием автоморфизма дистанционно-транзитивного графа является его регулярность. Соответственно, для регулярного графа можно определить числа пересечений. С другой стороны для дистанционно-регулярного графа существует комбинаторная регулярность, и для него также определены числа пересечений (см. § Массив пересечений), однако автоморфизм из этого не следует.
Из дистанционно-транзитивности графа следует его дистанционно-регулярность, но обратное неверно.
Это было доказано в 1969 г., еще до введения в обиход термина «дистанционно-транзитивный граф», группой советских математиков (Г. М. Адельсон-Вельский, Б. Ю. Вейсфелер, А. А. Леман, И. А. Фараджев). Наименьший дистанционно-регулярный граф, не являющийся дистанционно-транзитивным, — это граф Шрикханде. Единственный тривалентный граф этого типа — это 12-клетка Татта, граф с 126 вершинами.

## Свойства
- Дистанционно-регулярный граф с диаметром 2 является сильно регулярным, и обратное тоже верно (при условии, что граф является связным)[3].

#### Свойства массива пересечений дистанционно-регулярного графа
Массив пересечений дистанционно-регулярного графа обладает следующими свойствами:
- Каждая вершина имеет постоянное число вершин {\displaystyle k_{j}}, отстоящих от нее на расстояние {\displaystyle j}, причем {\displaystyle k_{0}=1} и {\displaystyle k_{j+1}={\frac {b_{j}k_{j}}{c_{j+1}}}} для всех {\displaystyle j=0,\,1,\,\dots ,\,D-1};
- Порядок графа {\displaystyle n} равен {\displaystyle n=k_{0}+k_{1}+\,\dots \,+k_{D}};
- Число вершин, отстоящих от каждой вершины на расстоянии {\displaystyle j+1}, выражается через числа пересечений как {\displaystyle k_{j+1}={\frac {b_{0}b_{1}\dots b_{j}}{c_{1}c_{2}\dots c_{j+1}}}} для всех {\displaystyle j=0,\,1,\,\dots ,\,D-1};
- Произведение {\displaystyle k_{j}\cdot n} числа вершин, отстоящих от произвольной вершины на расстоянии {\displaystyle j}, на порядок графа есть четная величина для всех {\displaystyle j=1,\,2,\,\dots ,\,D};
- Произведение {\displaystyle k_{j}\cdot a_{j}} числа вершин, отстоящих от произвольной вершины на расстоянии {\displaystyle j}, на число пересечений {\displaystyle a_{j}} на есть четная величина для всех {\displaystyle j=1,\,2,\,\dots ,\,D};
- Произведение {\displaystyle a_{1}\cdot n\cdot k} числа пересечений {\displaystyle a_{1}} на порядок графа и на его валентность делится на 6;
- Для чисел пересечений {\displaystyle c_{j}} справедливо {\displaystyle 1\leqslant c_{1}\leqslant c_{2}\leqslant \dots \leqslant c_{D}};
- Для чисел пересечений {\displaystyle b_{j}} справедливо {\displaystyle k=b_{0}\geqslant b_{1}\geqslant b_{2}\dots \geqslant b_{D-1}};
- Если {\displaystyle i+j\leqslant D}, то {\displaystyle c_{i}\leqslant b_{j}};
- Есть такое {\displaystyle i}, что {\displaystyle k_{0}\leqslant k_{1}\leqslant \dots \leqslant k_{i}} и {\displaystyle k_{i+1}\geqslant k_{i+2}\geqslant \dots \geqslant k_{D}}.

## Матрицы расстояний транзитивно-регулярного графа
Пусть граф {\displaystyle \Gamma (V,E)} — транзитивно-регулярный диаметра {\displaystyle D}, {\displaystyle n=|V|} есть число его вершин, а {\displaystyle k} — валентность графа. Определим множество матриц расстояний (англ. distance matrices) размера {\displaystyle n\times n} {\displaystyle \left\{\mathbf {A} _{0},\,\mathbf {A} _{1},\,\dots ,\,\mathbf {A} _{D}\right\}} как :
{\displaystyle \left(\mathbf {A} _{h}\right)_{r,s}={\begin{cases}1&:\,d(v_{r},v_{s})=h,\\0&:\,d(v_{r},v_{s})\neq h\end{cases}}}

#### Свойства матриц расстояний
Матрицы расстояния обладают следующими свойствами:
- {\displaystyle \mathbf {A} _{0}=\mathbf {I} _{n}}, где {\displaystyle \mathbf {I} _{n}} есть единичная матрица ;
- {\displaystyle \mathbf {A} _{1}=\mathbf {A} } есть обычная матрица смежности графа {\displaystyle \Gamma (V,E)};
- {\displaystyle \mathbf {A} _{0}+\mathbf {A} _{1}+\mathbf {A} _{2}+\dots +\mathbf {A} _{D}=\mathbf {J} _{n}}, где {\displaystyle \mathbf {J} _{n}} есть матрица единиц
- {\displaystyle \mathbf {A} \mathbf {A} _{i}=b_{i-1}\mathbf {A} _{i-1}+a_{i}\mathbf {A} _{i}+c_{i+1}\mathbf {A} _{i+1}}, где {\displaystyle {\begin{Bmatrix}k,\,b_{1},\,\dots ,\,b_{d-1}\,;\,1,\,c_{2},\,\dots ,\,c_{d}\end{Bmatrix}}} — массив пересечений дистанционно-регулярного графа и {\displaystyle a_{i}=k-b_{i}-c_{i}}
- существуют такие действительные числа {\displaystyle p_{i,j}^{h},\ (i,\,j,\,h=0,\,1,\,\dots ,\,D)}, что {\displaystyle \mathbf {A} _{i}\mathbf {A} _{j}=\sum _{h=0}^{D}{p_{i,j}^{h}\mathbf {A} _{h}}} для всех {\displaystyle (i,\,j=0,\,1,\,\dots ,\,D)}, причем {\displaystyle p_{i,j}^{h}} есть число пересечений, то есть количество вершин, находящихся на расстоянии {\displaystyle j} от вершины {\displaystyle v} и на расстоянии {\displaystyle i} от вершины {\displaystyle w} при условии расстояния {\displaystyle h} между вершинами {\displaystyle v} и {\displaystyle w}. Отметим, что {\displaystyle p_{1,i-1}^{i}=c_{i}}, {\displaystyle p_{1,i}^{i}=a_{i}}, {\displaystyle p_{1,i+1}^{i}=b_{i}}.